# Judith de Klijn
Judith de Klijn (Laren, 4 oktober 1967) is een Nederlands voormalig televisiepresentatrice.

## Carrière
De Klijn begon haar televisiecarrière in 1986 bij Veronica achter de schermen. Van 1991 tot en met 1995 was ze als omroepster te zien bij het (toen nog publieke) Veronica. Ook presenteerde ze programma's als Bodyline, Outfit, Club VOO en CVTV Xenomania. Toen Veronica in 1995 verder ging als commerciële zender (en later de naam Yorin kreeg), ging De Klijn mee. Ze was nog een tijd te zien als omroepster en presenteerde daar onder andere Veronica Goes... en het populaire TV Woonmagazine.
In 2000 vormde De Klijn een nieuw presentatieduo met Sybrand Niessen. Samen moesten zij het populaire RTL 4-programma Koffietijd nieuw leven inblazen nadat hun voorgangers Hans van Willigenburg en Mireille Bekooij te oud werden bevonden. De Klijn en Niessen konden hun voorgangers niet doen vergeten en Koffietijd verdween na een seizoen met De Klijn en Niessen in 2001 van het scherm. Daarna was De Klijn copresentatrice van Henny Huisman in De Sterren Soundmix Show en vervolgens presenteerde ze met Sander Janson De Nationale Muntenjacht bij RTL 4. In 2002 keerde De Klijn terug bij TV Woonmagazine. Dat presenteerde ze tot en met 2003, toen de stekker uit dat programma werd getrokken. Nadien heeft De Klijn geen programma's meer gepresenteerd.
Tegenwoordig heeft De Klijn een eigen bureau voor styling en woonadvies.
Op 5 oktober 2020 was ze te gast in het programma Tijd voor MAX om te praten over het overlijden van haar TV Woonmagazine-collega Jan des Bouvrie. Daardoor was ze sinds lange tijd weer eens te zien op de nationale televisie. Tevens was zij daarmee te gast bij haar oude Koffietijd-collega Sybrand Niessen.

## Televisie
Veronica (publieke omroep)
- omroepster (1991-1995)
- Club VOO (ook wel: Club Veronica)
- CVTV Xenomania
- Bodyline
- Outfit

Veronica (commercieel)/ Yorin
- omroepster
- Veronica Goes... (Veronica Goes America/ Veronica Goes Back Home)
- TV Woonmagazine (1995-1999, 2002-2003)
- Over de Schouders (1999)

RTL 4
- Koffietijd (2000-2001)
- De Sterren Soundmix Show (2001)
- De Nationale Muntenjacht (2001)